# Gigante

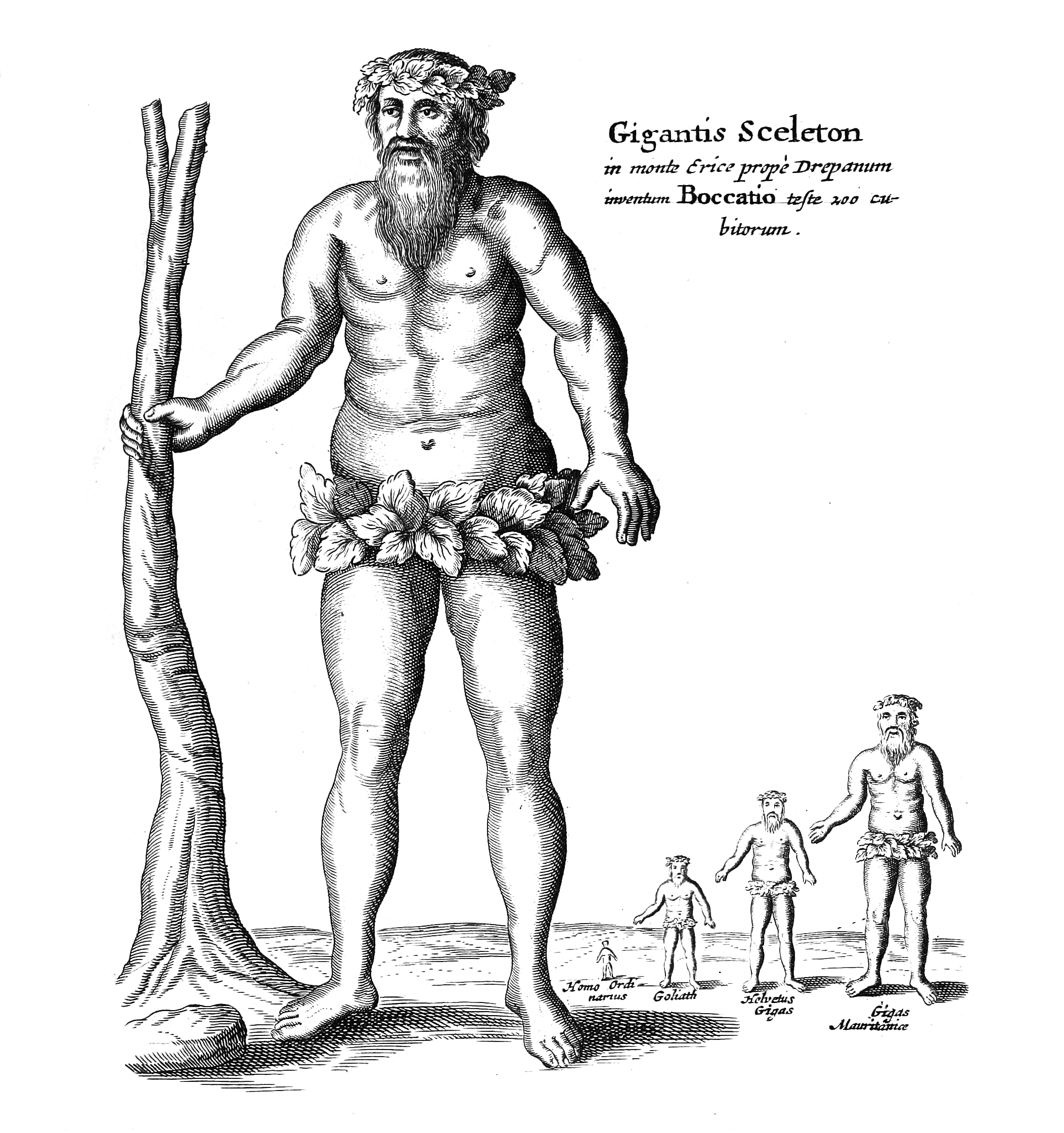
Representação de um gigante, no livro Mundus subterraneus.

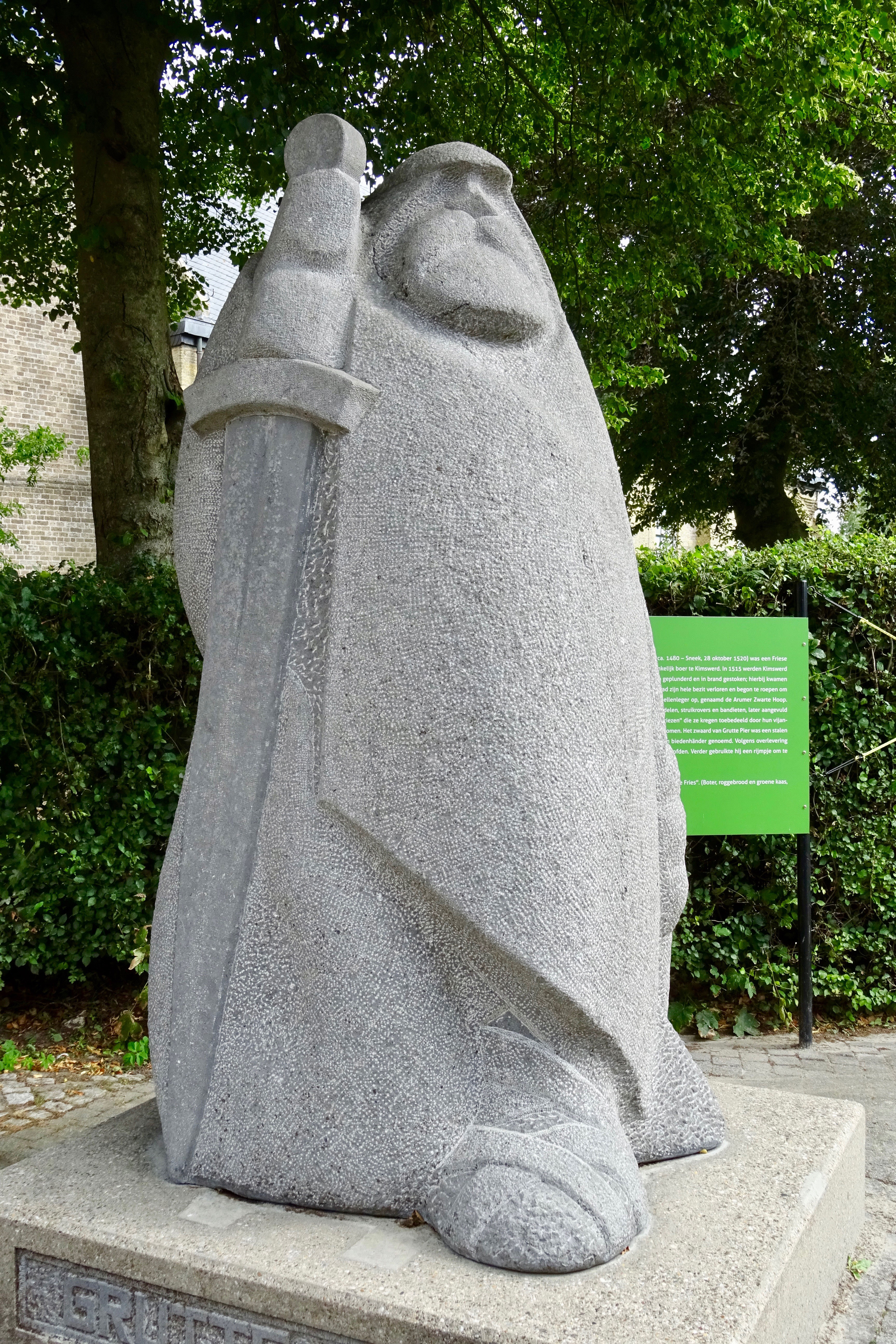
Uma estátua em frente ao Grote Pier de Anne Woudwijk em Kimswerd

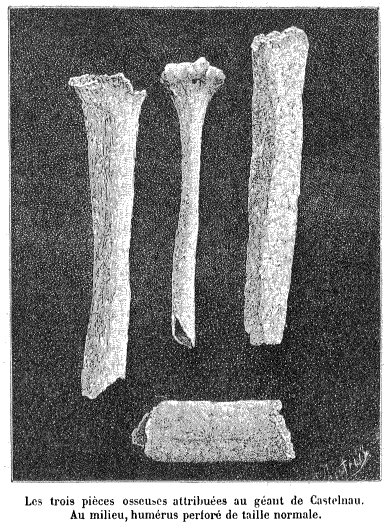
Três fragmentos ósseos do chamado "Gigante de Castelnau", comparado com um úmero normal (no meio). Segundo Georges Vacher de Lapouge, o descobridor, o gigante pode ter 3,5 m de altura.

Gigantes são figuras comuns em folclores e lendas, sendo caracterizados como humanos ou humanoides de grande tamanho, que varia em cada lenda. Graças à sua grande estatura são atribuídos a gigantes grande força e resistência, algumas vezes são retratados como burros e ignorantes e outras como inteligentes e até amigáveis. Um conceito simples, gigantes aparecem em lendas e histórias de todo o mundo, até mesmo sendo citados na Bíblia.
Na mitologia nórdica e nas crenças populares nórdicas, os gigantes (jättar) são frequentemente inimigos dos deuses supremos (asses), como por exemplo no caso de Geirröd, que trava uma batalha mortal com Thor, o qual é filho do poderoso deus Odin. Segundo a religião antiga nórdica, os gigantes residem em Jotunheim ("o Mundo dos Gigantes").
Estes seres são enormes em suas proporções físicas e têm a capacidade de se transformarem em quaisquer criaturas (animada ou inanimada) dos quatro cantos do mundo. Assim, tendo o poder de enganar qualquer um que passar pelos seus caminhos.
Gigantes são mencionados na Bíblia, No livro do Gênesis, capítulo 6, lê-se:
Viram os filhos de Deus que as filhas dos homens eram formosas; e tomaram para si mulheres de todas as que escolheram. Então disse o SENHOR: Não contenderá o meu Espírito para sempre com o homem; porque ele também é carne; porém os seus dias serão cento e vinte anos. Havia naqueles dias gigantes na terra; e também depois, quando os filhos de Deus entraram às filhas dos homens e delas geraram filhos; estes eram os valentes que houve na antiguidade, os homens de fama.

## Arqueologia e paleontologia
Claudine Cohen, no seu livro de 2002, The Fate of the Mammoth, argumentou que a história da interação humana com ossos fósseis da megafauna pré-histórica foi fortemente influenciada pela tradição gigante. Segundo Cohen, o estudo protocientífico dos gigantes aparece em várias fases da história humana: Heródoto relatou que os restos de Orestes foram encontrados em Tégea; Plínio descreveu o esqueleto de um gigante encontrado em Creta após um terremoto e parecia se referir à evolução como o processo pelo qual os gigantes se tornam do tamanho humano ao longo do tempo; e Santo Agostinho menciona o que se acredita ter sido o molar fossilizado de um antigo Elefante na sua Cidade de Deus , numa passagem que reflete sobre a natureza e o significado do dilúvio de Noé. A consideração acadêmica dos gigantes continuou durante a Idade Média, o Renascimento e até mesmo o início do período moderno. Boccaccio dedicou uma passagem das suas Genealogias dos Deuses Pagãos a supostas descobertas arqueológicas na Sicília que ele pensou que poderiam ser evidências da historicidade do Polifemo da Odisséia. Rabelais criou uma "gigantologia totalmente fabricada" para o seu Gargântua e Pantagruel do século XVI. Ossos maciços encontrados em 1613 na França foram inicialmente atribuídos a Teutobochus, e os exames dessas ossadas realizados por vários médicos e a publicação de conclusões divergentes sobre os ossos deram início a uma "guerra de panfletos" entre anatomistas e cirurgiões da época. A descoberta do chamado Gigante de Claverack na Nova York colonial desencadeou investigações de gigantes por dois importantes intelectuais americanos, Cotton Mather e Edward Taylor.

## Religião e mitologia

### Abraâmica

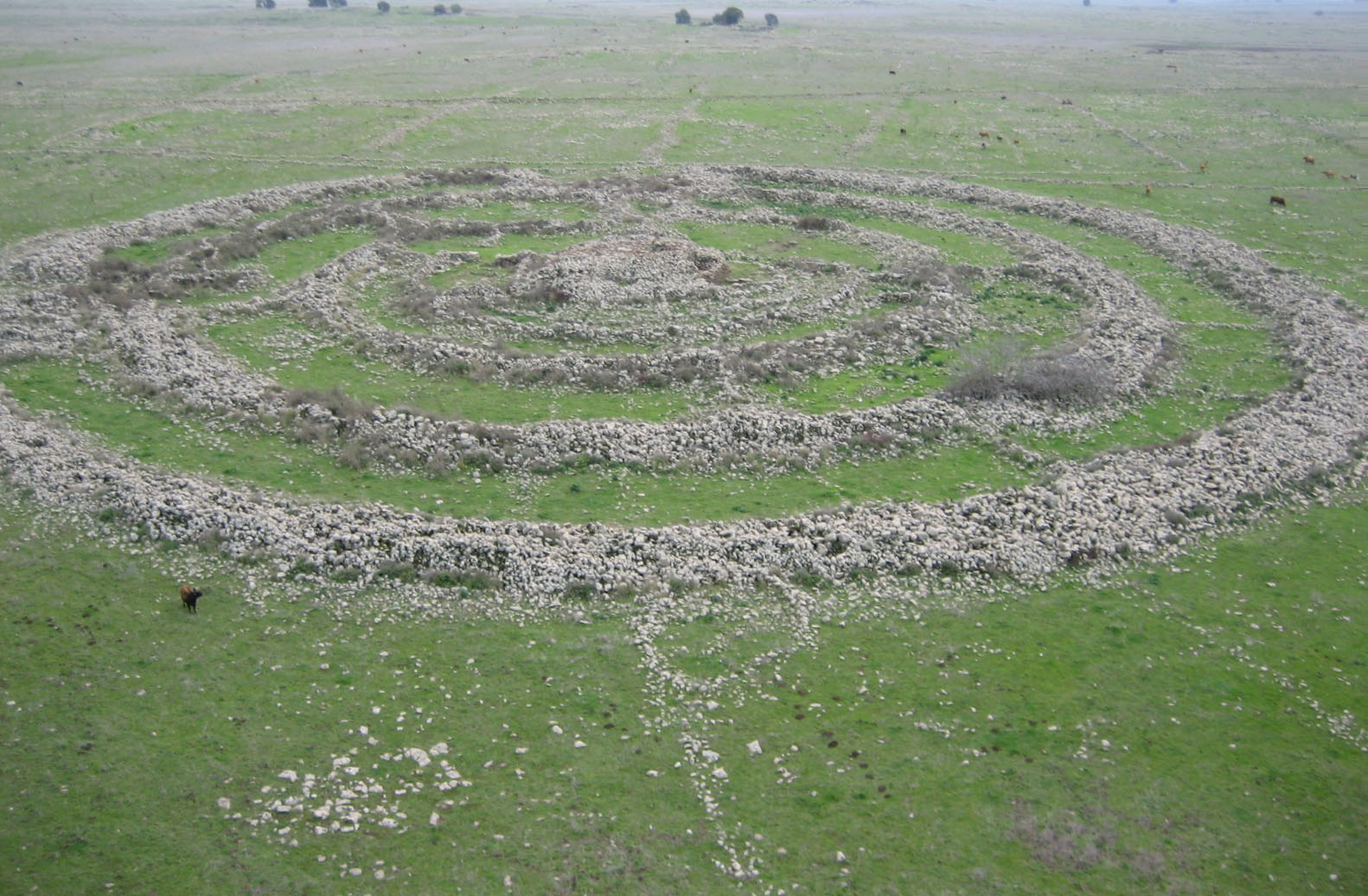
Alguns vêem Rujm el-Hiri, datado do terceiro milénio a.C. nas Colinas de Golan, como uma fonte para lendas sobre "um vestígio dos gigantes" de Og.

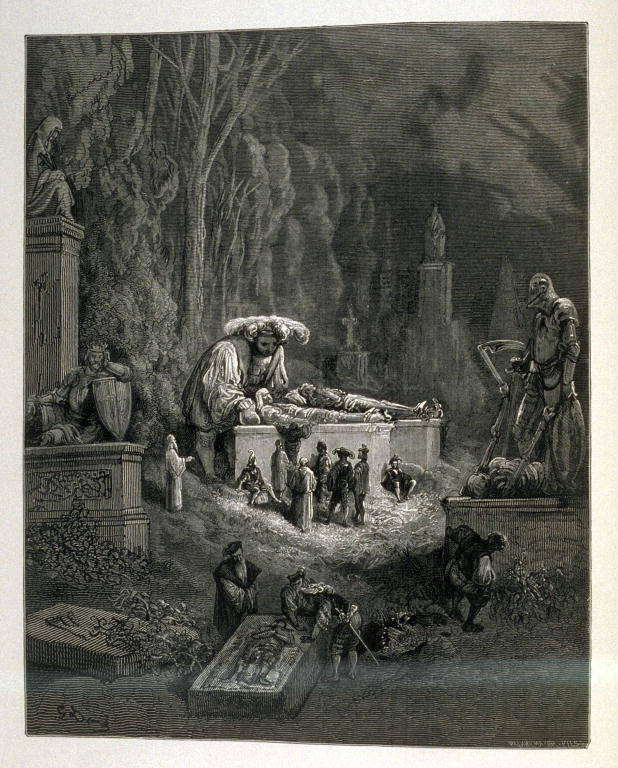
Ilustração de Pantagruel para o Quarto Livro da série Gargântua e Pantagruel de François Rabelais publicada em Œuvres de Rabelais (Paris: Garnier Freres, 1873), vol. 2, Livro IV, cap. XXVII, página 87, Gustave Doré, 1873

Génesis fala dos Nefilins antes e depois do Dilúvio de Noé. A palavra “Nefilim” é traduzida livremente por “gigantes” em algumas traduções da Bíblia Hebraica, mas não traduzida noutras. De acordo com Genesis 7:23, os Nefilins foram destruídos no Dilúvio, mas os Nefilins são relatados após o Dilúvio, incluindo:
- O Anakim[6]
- Os Amoritas[7][8]
- Os Refaítas,[9] também conhecidos como os Emims[10]

O Livro dos Números inclui o relato desanimador dos espiões enviados por Moisés a Canaã: "Não podemos atacar essas pessoas; são mais fortes do que nós. (...) Todas as pessoas que lá vimos são de grande porte. Vimos lá os Nefilins (os descendentes de Anak vêm dos Nefilins). Parecíamos gafanhotos aos nossos próprios olhos, e parecíamos iguais para eles." O Livro de Josué, descrevendo a conquista real de Canaã numa geração posterior, faz referência a estas pessoas que ali viviam em (Josué 14 :12–15 e Josué 15:13–14).

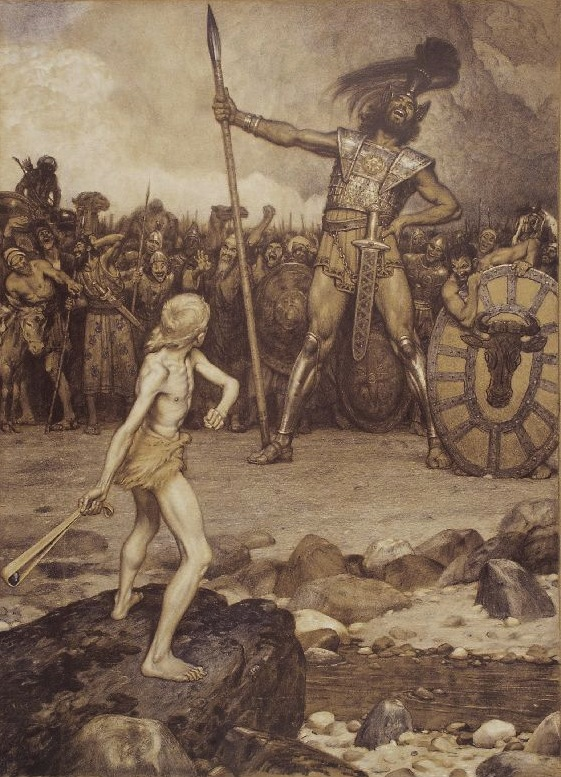
David enfrenta Golias nesta litografia de 1888 de Osmar Schindler

A Bíblia fala também de Gogue e Magogue, que mais tarde entrou no folclore europeu, e da famosa batalha entre David e o filisteu Golias. Embora Golias seja frequentemente retratado como um gigante nas recontagens da narrativa bíblica, parece ser significativamente mais pequeno do que outros gigantes, bíblicos ou não. A versão do Texto Massorético do Livro de Samuel confere-lhes seis côvados de altura e um palmo (possivelmente 313−372 centímetros (−3 433,5 in)), enquanto a Septuaginta, o historiador judeu do século I Flávio Josefo e os Manuscritos do Mar Morto dos séculos II e I a.C. dão a altura de Golias como quatro côvados e um palmo (possivelmente 216−258 centímetros (−2 369,6 in)). Para efeito de comparação, os anaquins são descritos como fazerem os israelitas parecerem gafanhotos. Ver também Gibborim.
Josefo também descreveu os amorreus como gigantes na sua obra Antiguidades dos Judeus, por volta de 93 EC, indicando que algum tipo de fóssil pode ter sido encontrado nessa altura: "Por essa razão mudaram o seu acampamento para Hebron; e quando a tinham tomado, mataram todos os habitantes. Até então a raça dos gigantes era a única que restava, que tinham corpos tão grandes e semblantes tão completamente diferentes dos outros homens, que eram surpreendentes à vista e terríveis à audição destes homens. Os ossos desses homens ainda são hoje mostrados, ao contrário de quaisquer parentes credíveis de outros homens."
O Livro de Enoque descreve os gigantes como descendentes de Vigilante e mulheres em 7:2.

### Arménio
Hayk era conhecido como o fundador do Estado arménio. Hayk fez parte de uma raça de gigantes que ajudou a construir a Torre de Babel. O historiador antigo Movses Khorenatsi escreveu: "Hayk era bonito e bem-apessoado, com cabelo encaracolado, olhos brilhantes e braços fortes. Entre os gigantes era o mais corajoso e famoso, adversário de todos os que levantaram a mão para se tornar governante absoluto sobre os gigantes e os heróis."
Sabe-se que o Monte Nemrut recebeu o seu nome de uma tradição arménia na qual Nimrod foi morto por uma flecha disparada por Hayk durante uma grande batalha entre dois exércitos rivais de gigantes a sudeste do lago de Vã.

### Asteca
Mitologia asteca apresenta os Quinametzin, uma raça de homens gigantes criados numa das eras solares anteriores. São creditados com a construção de Teotihuacan.

### Basco
Os gigantes são personagens rudes, mas geralmente justos, de força formidável, que vivem nas colinas do País Basco. Os gigantes representam o povo basco relutante em converter-se ao cristianismo, que decide manter o antigo estilo de vida e costumes da floresta. Por vezes guardam o segredo de técnicas e sabedorias antigas desconhecidas pelos cristãos, como na lenda de San Martin Txiki, enquanto a sua característica mais marcante é a força. Daqui se conclui que em muitas lendas por todo o território basco os gigantes são responsabilizados pela criação de muitas formações rochosas, colinas e estruturas megalíticas antigas (dólmens, etc.), com explicações semelhantes fornecidas em locais diferentes.
No entanto, os gigantes apresentam diferentes variantes e formas, são mais frequentemente referidos como jentilak e mairuak, enquanto que como indivíduos podem ser representados como Basajaun («o senhor das florestas"), Sansão (variação do bíblico Sansão), Errolão (baseado no general do exército franco Rolando que caiu morto na Batalha de Roncevaux) ou ainda Tartalo (um gigante de um só olho, semelhante ao grego Ciclope Polifemos).

### Búlgaro
Na mitologia búlgara, gigantes chamados ispolini habitaram a Terra antes dos humanos modernos. Viviam nas montanhas, alimentavam-se de carne crua e muitas vezes lutavam contra dragões. Ispolini tinha medo de amoras que representava o perigo de fazer os gigantes tropeçarem e morrerem, por isso ofereceram sacrifícios àquela planta.

### Chileno
Há histórias de gigantes na cidade portuária de Caldera, no norte do Chile, contando sobre gigantes que brincam com navios que os transportam de um porto para outro. Contos da mesma área falam também de gigantes que são capazes de esmagar os humanos com os pés e quando se deitam para dormir são tão compridos que chegam das montanhas até ao mar. Em algumas histórias, os gigantes são humanoides negros ou touros negros. No sul do Chile existem histórias de gigantes que dizem pertencer a certos vulcões como o Calbuco e o Osorno.
Diz-se que a cidade mítica de Tololo Pampa no norte do Chile é guardada por um gigante conhecido por vários nomes, incluindo; Pata Larga, Gigante Minero e Minero Gigante. O gigante entra nas montanhas para obter riquezas para a princesa de Tololo Pampa. Se uma pessoa conseguir observar o gigante enquanto este trabalha, o folclore diz que a pessoa será abençoada com boa sorte para o resto da vida.

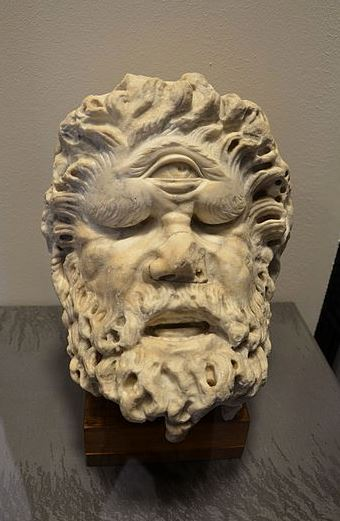
Cabeça de um Ciclope, século I d.C., do Coliseu em Roma

### Grego

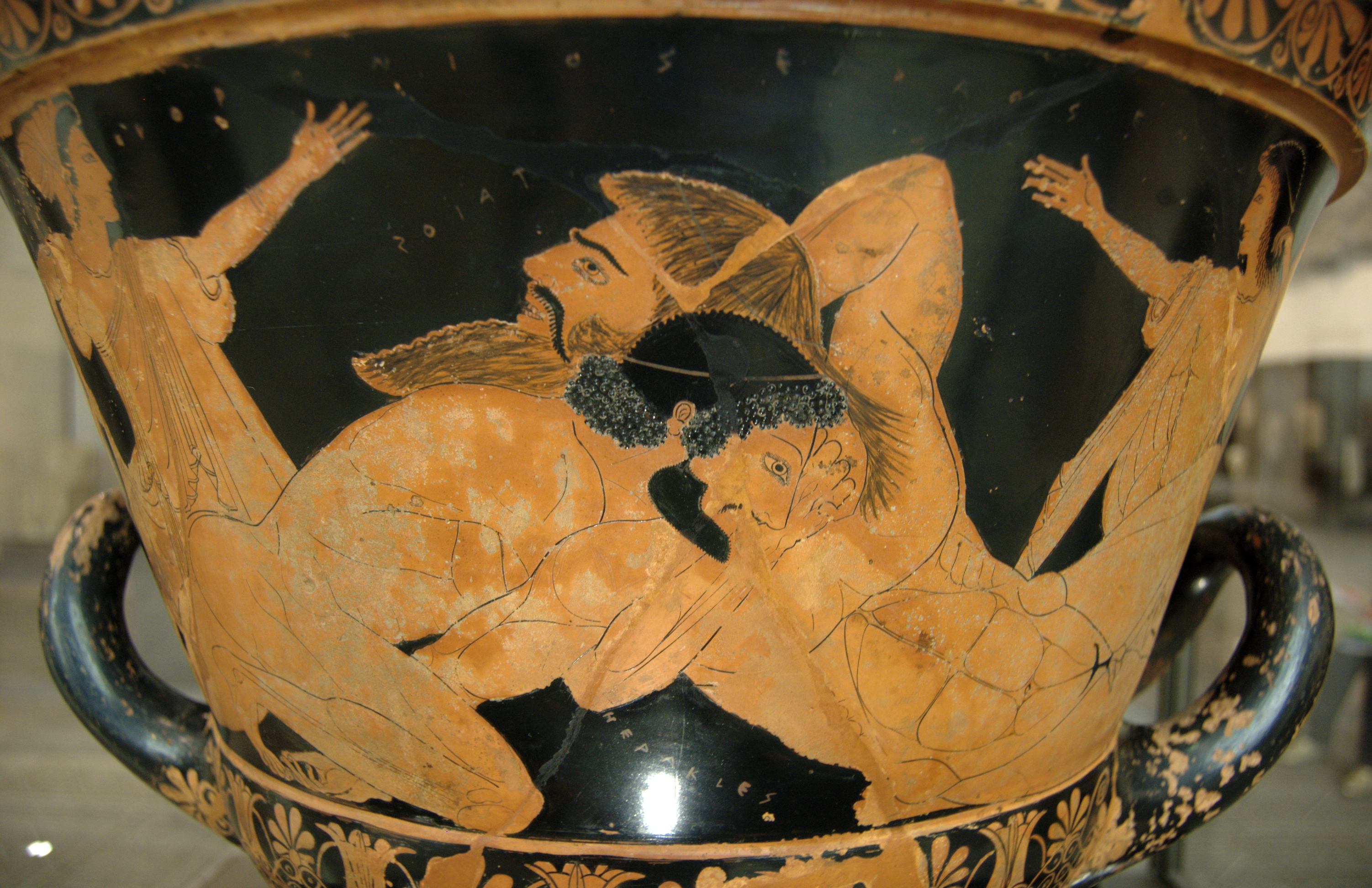
Heracles enfrenta o gigante Antaios nesta ilustração num cálice cratera, c. 515–510 a.C.

Na mitologia grega, os Gigantes (γίγαντες) eram (segundo o poeta Hesíodo) os filhos de Urano (Ουρανός) e Gaia (Γαία) (espíritos do céu e da terra) onde algumas representações os tinham com pernas de cobra. Estavam envolvidos num conflito com os deuses do Olimpo chamado Gigantomaquia (Γιγαντομαχία) quando Gaia os fez atacar o Monte Olimpo. Esta batalha acabou por ser resolvida quando o herói Hércules decidiu ajudar os atletas olímpicos. Os gregos acreditavam que alguns deles, como Encélado, jaziam enterrados desde então debaixo da terra e que as suas aljavas atormentadas provocaram terramotos e erupções vulcânicas.
Heródoto no Livro 1, Capítulo 68, descreve como os Espartanos descobriram em Tégea o corpo de Orestes, que tinha sete côvados de comprimento ⁠— aproximadamente 3,73 m, ou cerca de 12 pés e 3 polegadas. No seu livro “A Comparação de Rómulo com Teseu”, Plutarco descreve como os Atenienses descobriram o corpo de Teseu, que era “de tamanho maior do que o normal”. As rótulas de Ajax eram exatamente do tamanho de um disco para o pentatlo do rapaz, escreveu Pausanias. O disco de um rapaz tinha cerca de 12 cm (4,7 pol) de diâmetro, enquanto que uma patela adulta normal tem cerca de 5 cm (2,0 pol), sugerindo que o Ajax pode ter quase 14 pés (mais de 4 m) de altura.
Os Ciclopes são também comparados a gigantes devido ao seu enorme tamanho (e.g., Polifemo, filho de Poseidon e Thoosa e inimigo de Odisseu em Homero A Odisseia). Os Ciclopes Anciãos eram filhos de Gaia e Urano, e mais tarde fizeram de Zeus 'o "mestre raio", o tridente de Posídon, e de Hades' o "elmo das trevas", durante a Titanomaquia.
Os Hecatônquiros são gigantes que possuem 100 braços e 50 cabeças que também foram filhos de Gaia e Urano.
Outras raças gigantes conhecidas na mitologia grega incluem os Gegeines de seis braços, os Hiperbóreanos do norte e os canibais Lestrigões.

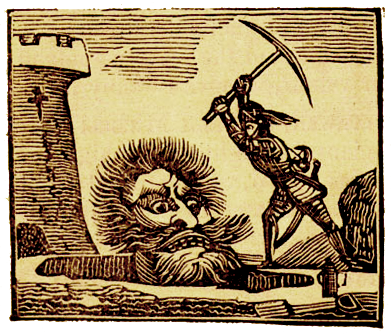
Esta xilogravura (c. 1820) foi utilizada em vários livros de várias editoras no século XIX com referência a Cormoran.

### Hindu
Existem relatos afirmando que os humanos cresceram até ao tamanho de gigantes durante o Satya Yuga, a primeira das quatro eras cíclicas (yugas) no cálculo do tempo Hindu.

### Nórdico

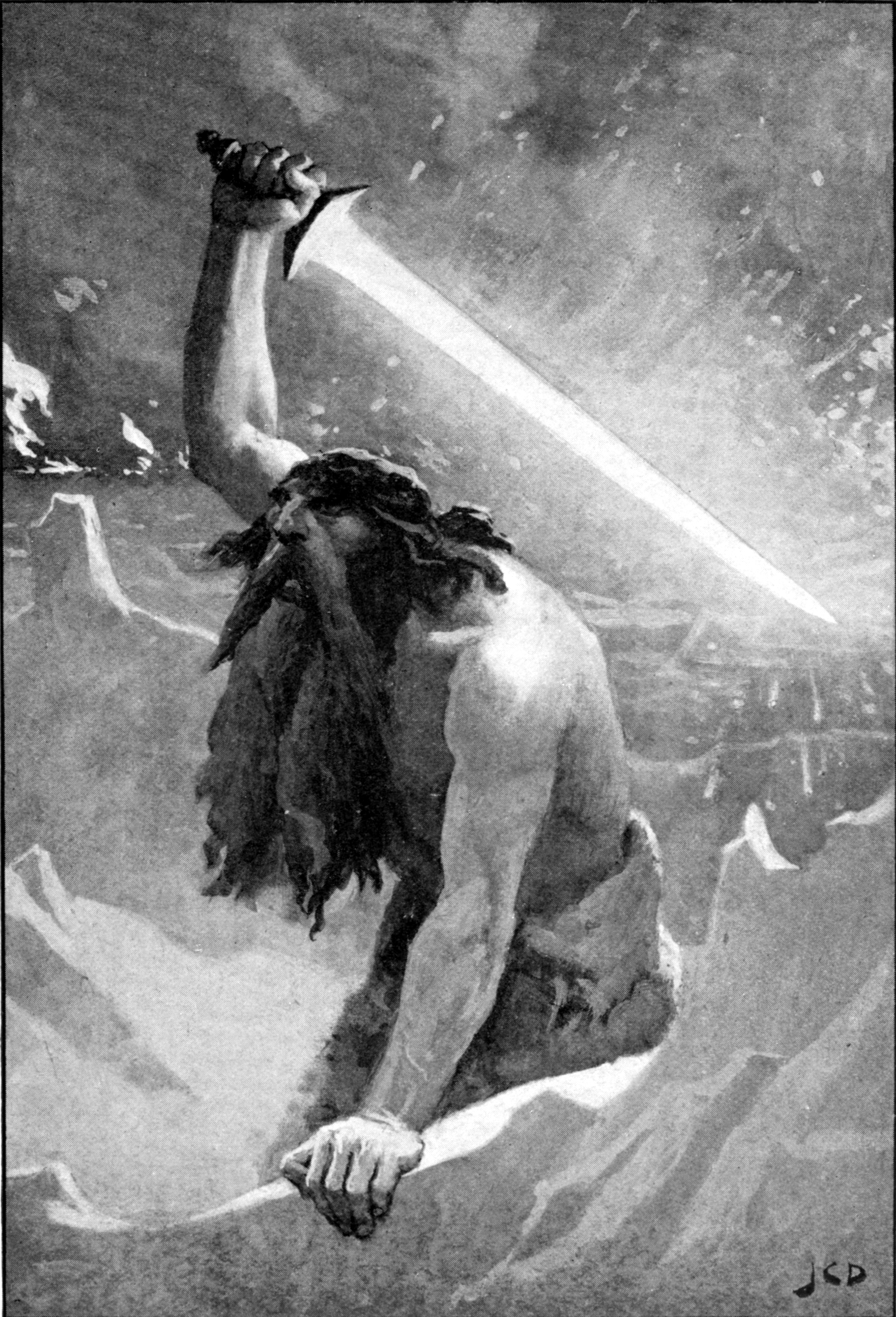
Surt destruindo mundos com sua espada flamejante (Dollman, 1909)

Na mitologia nórdica, os jötnar (cognato com em inglês antigo: eotenas e em inglês: ettin) são muitas vezes opostos aos deuses. Embora muitas vezes traduzidos como "gigantes", a maioria é descrita como tendo aproximadamente o tamanho humano. Alguns são retratados como enormes, como alguns gigantes do gelo (hrímþursar), gigantes do fogo (eldjötnar) e gigantes das montanhas (bergrisar). Os jötnar são a origem da maioria dos vários monstros da mitologia nórdica (por exemplo, o Fenrisulfr) e na eventual batalha de Ragnarök, os gigantes atacaram Asgard e combateram os deuses até que o mundo fosse destruído. Mesmo assim, os próprios deuses eram parentes dos jötnar por muitos casamentos e descendência; existem também os jötnar como Ægir que têm boas relações com os deuses e apresentam pouca diferença de estatura em relação a estes. Odin, muitas vezes considerado o deus principal, é o bisneto do jötunn Ymir.
 A mitologia nórdica afirma ainda que todo o mundo dos homens foi criado a partir da carne de Ymir, um gigante de proporções cósmicas cujo nome é considerado por alguns estudiosos como partilhando uma raiz com Iama da Mitologia indo-iraniana.
Alguns gigantes se ligam aos deuses a ponto de ingressarem no panteão divino (Loki, Skadi etc.), outros são amigos dos deuses e têm função quase divina (Ægir é o gigante dos mares). Contudo, os gigantes são geralmente os inimigos jurados dos deuses, caracterizam-se pela sua força bruta mas alguns também são astutos e sábios (Útgarða-Loki, Vafþrúðnir). Como certos deuses, muitas vezes são capazes de metamorfose (Thjazi). O pior inimigo dos gigantes é o deus Thor, que defende o mundo dos deuses de Ásgard do seus ataques, e regularmente trava batalhas vitoriosas contra eles.
Na escatologia nórdica , ocorrerá uma grande batalha profética, o Ragnarök , onde gigantes e outras forças do caos lutarão contra deuses e homens. No final deste conflito, apenas alguns deuses e alguns humanos sobreviverão.
Os Trolls são seres que, por vezes, são muito grandes. O nome troll é sinónimo dejötnar. Porém, com a cristianização da Escandinávia, o nome trolls permaneceu no folclore nórdico para se referir a criaturas geralmente maiores que os humanos, e muitas vezes brutais, feias e estúpidas.
Uma lenda antiga islandesa diz que dois gigantes noturnos, um homem e uma mulher, atravessavam o fiorde perto da ilha Drangey com a sua vaca quando foram surpreendidos pelos raios brilhantes da aurora. Como resultado da exposição à luz do dia, todos os três foram transformados em pedra. Drangey representa a vaca e Kerling (supostamente a fêmea gigante, o nome significa "velha bruxa") está a sul desta. Karl (o gigante masculino) estava a norte da ilha, mas desapareceu há muito tempo.
Um bergrisi - o protetor tradicional do sudoeste da Islândia - aparece como apoiante no brasão de armas da Islândia.

## Na cultura popular
Gigantes são muito presentes na literatura como os Gigantes da série de livros As Crônicas de Nárnia de C. S. Lewis ou os livros de J. K. Rowling onde há Rúbeo Hagrid um meio-gigante e seu irmão Grope. Gigantes aparecem nos contos de fada como João e o pé de feijão, O Gigante sem Coração no corpo e João de Ferro.
Segundo a mitologia britânica, o Rei Artur lutou com gigantes. Gigantes famosos incluem Golias da Bíblia ou o Bom gigante amigo de Roald Dahl. Um Gigante da literatura ibérica é Adamastor que aparece nos livros portugueses.[carece de fontes?]